# Marathon Man
Marathon Man (bra: Maratona da Morte; prt: O Homem da Maratona) é um filme estadunidense de 1976, dos gêneros suspense e drama, dirigido por John Schlesinger, com roteiro de William Goldman baseado em seu romance homônimo.

## Sinopse
O filme conta a história de um antigo dentista da SS, Dr. Christian Szell, o último médico responsável pelo campo de concentração de Auschwitz, que vive refugiado no Uruguai e que tenta contrabandear uma importante quantidade de diamantes que roubara dos prisioneiros judeus ricos para fora dos Estados Unidos, com o apoio de uma organização ultra-secreta chamada "A Divisão" ("The Division").
O seu caminho entrecruza-se com o de Thomas "Babe" Levy, um estudante universitário de História, praticante de maratona, e que vive atormentado com o suicídio do seu pai devido às perseguições do macartismo, décadas antes.
O Dr. Szell suspeita que o irmão de Babe, o agente da Divisão chamado Doc, planeja roubar os diamantes e tenta intimidá-lo vigiando e ameaçando Babe (que pensa que o irmão é um empresário do ramo de petróleo). Szell mostra que continua um psicopata assassino e, com a ajuda dos seus apaniguados, captura e tortura Babe e o leva à beira da loucura.

## Elenco

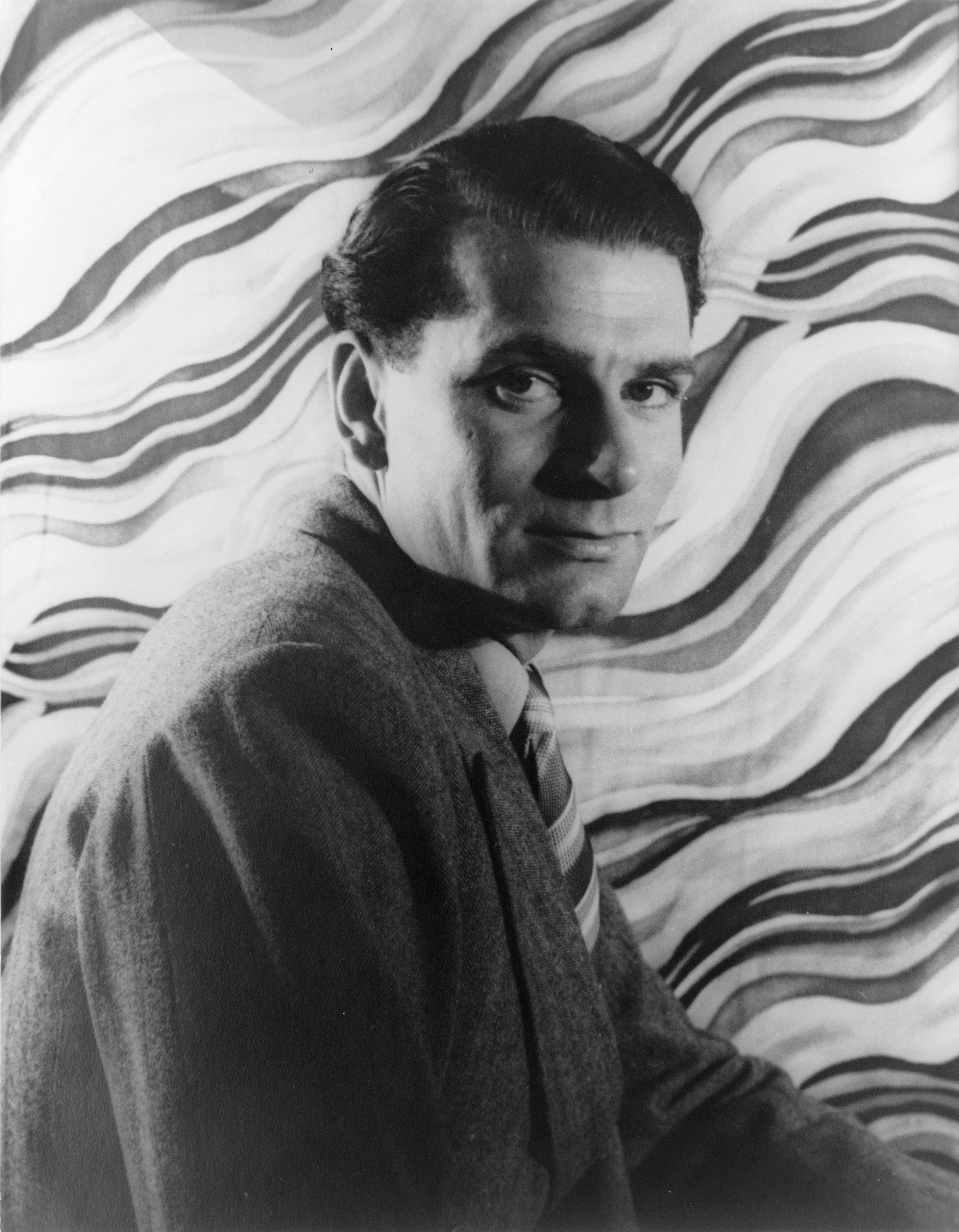
Laurence Olivier, o Dr. Christian Szell, em foto de 1939

- Dustin Hoffman — Thomas "Babe" Levy
- Laurence Olivier — Dr. Christian Szell
- Roy Scheider — Henry "Doc" Levy
- William Devane — Peter Janeway
- Marthe Keller — Elsa Opel
- Fritz Weaver — professor Biesenthal
- Richard Bright — Karl
- Marc Lawrence — Erhard
- Allen Joseph — pai de Babe
- Tito Goya — Melendez
- Ben Dova — Klaus Szell
- Lou Gilbert — Rosenbaum
- Jacques Marin — LeClerc
- James Wing Woo — Chen
- Nicole Deslauriers — Nicole

## Principais prêmios e indicações
| Lista de prêmios e indicações | Lista de prêmios e indicações | Lista de prêmios e indicações | Lista de prêmios e indicações |
| Premiação                     | Categoria                     | Recipiente                    | Resultado                     |
| ----------------------------- | ----------------------------- | ----------------------------- | ----------------------------- |
| Oscar 1977                    | Melhor ator coadjuvante       | Laurence Olivier              | Indicado                      |
| BAFTA 1977                    | Melhor ator                   | Dustin Hoffman                | Indicado[carece de fontes?]   |
| BAFTA 1977                    | Melhor montagem               | Jim Clark                     | Indicado[carece de fontes?]   |
| David di Donatello 1977       | Melhor ator estrangeiro       | Dustin Hoffman                | Venceu[carece de fontes?]     |
| David di Donatello 1977       | Melhor filme estrangeiro      | Melhor filme estrangeiro      | Venceu[carece de fontes?]     |
| Globo de Ouro 1977            | Melhor ator coadjuvante       | Laurence Olivier              | Venceu                        |
| Globo de Ouro 1977            | Melhor direção                | John Schlesinger              | Indicado                      |
| Globo de Ouro 1977            | Melhor ator - drama           | Dustin Hoffman                | Indicado                      |
| Globo de Ouro 1977            | Melhor atriz coadjuvante      | Marthe Keller                 | Indicada                      |
| Globo de Ouro 1977            | Melhor roteiro                | William Goldman               | Indicado                      |
| Prêmio Edgar 1977             | Melhor filme de cinema        | Melhor filme de cinema        | Indicado[carece de fontes?]   |